# Beretta Rock
BERETTA ROCK — российский музыкальный проект, сочетающий в своём творчестве авторскую песню и экзистенциальный эпичный рок.

## История
Музыкальный проект «BERETTA ROCK» был образован в городе Кирове в 2011 году.
Основателями проекта являлись бывшие музыканты группы «Контрольный выстрел» (Киров, 1998 г.- 2008 г.) — Мищук Лев, Ардашев Игорь, Белозёров Денис. Руководителем проекта, автором музыки и текстов всех песен является Мищук Лев.[значимость факта?]
- Корни музыкального проекта уходят в 1998 год – год встречи автора всех текстов и музыки проекта Льва Мищука с гитаристом Игорем Ардашевым и клавишником Денисом Белозёровым, начала совместного творчества в группе «Контрольный выстрел» и попыток создания первых песен. C 1998 г. музыканты, будучи студентами, выступали на разных площадках родного города в основном с акустическими концертами, иногда с использованием электронной ритм-секции и эффектами казавшегося в то время пределом мечтания, синтезатора CASIO;
- 1999г. группа записывает первый сингл на домашней студии в г.Кирове под названием «Не про любовь»;
- 2000г. группа записывает свой второй сингл «По-другому», песня о простых молодых парнях с полным желанием жить в любви и мире, которым волей судьбы, порой против своего желания, пришлось и приходится принимать участие в боевых действиях и жестоких криминальных войнах в стране и в мире, конца которым "не видно в окно, и правил которых не знает никто", столкнувшимися с выбором убивать или быть убитыми, в последующем группа не отошла от написания и исполнения глубоких философских и жизненных песен;
20 мая 2000г. состоялся первый публичный концерт группы в ДК «Авангард» в родном г.Кирове, сохранилась даже раритетная видеозапись с этого концерта. Будучи студентами участники группы активно выступают на студенческих конкурсах, песни «Не про любовь» и «По-другому» несколько раз звучат в эфирах местных радиостанций «Вятка-Регион» и «Мария ФМ»;
- 2006г. на домашней студии кировского музыканта Игоря Носова была закончена запись первого полноформатного альбома с названием «Белая нить». Альбом разошелся небольшим тиражом среди друзей и знакомых группы и не преследовал коммерческих целей. Некоторые песни из этого альбома были впоследствии включены в репертуар нового проекта "BERETTA ROCK", но уже совершенно с другим саундом и аранжировками. После 2006 года была длинная пауза, казалось, что музыкальное творчество прекратилось в силу определённых жизненных обстоятельств его участников. Лев Мищук и Денис Белозеров трудятся в родном городе по экономическим специальностям, Игорь Ардашев с головой погружается в медицину и становится врачом, в последствии помимо увлечения музыкой, каждый из ребят добивается высоких результатов в своей профессиональной деятельности во благо Общества;
-2011г. творческий союз возрождается с новыми силами, идеями и названием «BERETTA ROCK», продолжаются записи и концертная деятельность, выступления на разных музыкальных местных площадках, а с 2012 года начинается кропотливая работа над записью песен и поиском оригинального звучания нового проекта;
«Любому творческому человеку всегда хочется делиться своими произведениями, быть кому-то полезным, искать понимание и «родственные души» - в этом я вижу смысл любого созидания, нам не чужды эксперименты, ведь только выход за рамки и границы существующего открывает новое познание и позволяет делать открытия».  Лев Мищук.
Девиз проекта BERETTA ROCK - «Поверить в себя, остальное не важно, пока будет сердце стучаться в висок». Это строчка из песни «Бегущий через жизнь». По убеждению музыкантов, без веры в себя, в свои возможности человек не сможет заявить о своём уникальном существовании в этом мире, стать личностью и справиться со многими трудностями и испытаниями во всех сферах жизнедеятельности. Это был первый официальный сингл в интернете, который стал «визитной карточкой» проекта. Жизнь - так мало, чтобы ждать, вдыхайте каждый миг! Наверное, присутствием как раз философских жизнеутверждающих тем в текстах песен критики и дополнили определение творческого стиля проекта словом «экзистенциальный рок».
«Безусловно, в старших классах в начале 90-х годов на меня и многих моих друзей оказал влияние феномен под названием «русский рок», музыка признанных уже мэтров жанра: «Аквариум», «Кино», DDT, «Nautilus Pompilius», «ЧайФ», «Чиж&Co», «Крематорий», «Алиса» и др. заслушивалась на кассетах. Уже чуть позже в ушах появилась «западная» музыка, волшебство «Pink Floyd», лирика и мелодизм «Scorpions» и «Aerosmith», энергетика «Queen», суровость «Мetallica» и др. Энергия свободы мышления и выражение собственных мыслей через творчество заряжала и вдохновляла, открывала новые познания молодым людям. Вот так и у меня появилась в руках «бобровская гитара», а друзья и соседи стали первой невольной аудиторией для кавер-версий хитов перечисленных исполнителей. Но вместе с этой свободой в те годы в Россию пришла другая жизнь.. Позже, когда я дорос разумом для осознания масштаба человеческого горя и ужаса, трагедии той эпохи, я назвал её «чужой свободой» в песне «Город воров». Это история страшной войны внутри государства, в котором правит алчность, коррупция и жажда материальной наживы и причины всему внутри душ людей.
После чего стало понятно, что есть темы, которыми хочется делиться с людьми через своё творчество, обращая внимание к великому дару Создателя – любви и разума человека, к возможности к другому существованию людей на Земле» Лев Мищук.
В 2012-2013г. группа активно принимает участие в музыкальных проектах, фестивалях, концертах в г.Кирове и за его пределами участники группы организуют фестиваль «МИР!РОК!МАЙ!», который проходит в г.Кирове, в котором также принимают участие кировские музыканты и рок-группы.
- 2012 - 2015г. Ведётся работа по записи дебютного студийного альбома проекта BERETTA ROCK;
«Идея нашего творчества в том, чтобы оставить после себя хотя бы немного нужных песен, которые помогут слушателям справиться с какими-либо трудностями. Примерно также, как это делают для нас песни Высоцкого, Шевчука, Цоя и других культовых для страны исполнителей» Лев Мищук;
- 2014 - 2015г. Песни «Любовь» и «Танцуй» попадают в ротацию нескольких российских радиостанций через медиа ресурс «ТОП-ХИТ»;
- В мае 2015 г. к 70-летию Великой Победы записана песня «Голуби» и смонтирован видеоклип в основу которого легли документальные хроники времён ВОВ. Песня посвящена всем защитникам нашей Родины, многие из которых не вернулись с бесчисленных полей боёв и сражений;
- 2016г. Начинается сотрудничество с лейблом «Бомба-Питер», проект принимает участие в сборниках лейбла, выходит в свет дебютный альбом «BERETTA ROCK», творчество появляется на всех мировых музыкальных площадках;
«Как океан хранит в себе ручьи и реки, так и вечность тоже состоит из мгновений. Тратить время по-моему вообще не нужно, нужно вдыхать каждый миг, пребывая на этой красивейшей планете, беречь здоровье главного дома души и развивать разум. Я также убеждён, что без мира и любви - душевного богатства и спокойствия в жизни не познать. Только при этих условиях жизнь превратится в один лучший миг» Лев Мищук;
- 2014-2018г. BERETTA ROCK становится лауреатами крупных рок-фестивалей страны: ВЗЛЁТНАЯ ПОЛОСА (г.Киров), ROCK LINE  (г.Пермь), METAL BALLS (г.Киров), СтарыйНовыйРок (г.Екатеринбург), МИР БЕЗ НАРКОТИКОВ  (г.С.Петербург), ИЛЛЮМИНАТОР (г.Москва), выступает на одних фестивальных площадках со знаменитыми представителями жанра-группами: БИ-2, Крематорий, Калинов мост, Смысловые Галлюцинации, Разные люди, LUMEN и др. Участники группы организуют фестиваль «Дверь в лето», который проходит в г.Кирове, в котором также принимают участие кировские рок-группы.
«Вдохновляет сама жизнь и всё, что в ней происходит, со всеми горестями и радостями, поражениями и победами, страстями, переживаниями. Помимо занятия музыкой душевное спокойствие дарит семья, друзья, занятия спортом и, конечно, её Величество Природа. Когда вы видите жизнь многогранной, источник вдохновения неиссякаем» Лев Мищук.
- 2016г. Песня «Город воров» попадает в ротацию радиостанции ROCK ONLINE (г. С. Петербург) и получает диплом финалиста конкурса "КИНОПЕСНЯ-2016" (г.Москва), но саундтреками к фильмам песни так и не становятся. Смонтирован первый студийный клип на песню "Любовь";
- 2017г. На лейбле «БОМБА-ПИТЕР» выходят синглы "В гости к Богу", «Время», «Мир хранит красота». Смонтирован студийный видеоклип на песню «Время». Проект принимает участие в отборочных турах фестиваля «Окна открой», творчество положительно отмечается Олегом Гаркушей (гр.Аукцион), Вячеславом Никаноровым (гр.АнгелНеБес), Александром Семёновым (рок-клуб г.С.Петербург) и группа получает приглашение на социально значимый фестиваль «МИР БЕЗ НАРКОТИКОВ», проходивший в СК «Юбилейный» г.С.Петербург;
«Видеть себя счастливыми и здоровыми в кругу друзей и близких, ведь главная и самая большая сцена для человека – это сама жизнь, чему быть, того не миновать. Выбор на каждом этапе жизни будет внутри человека, а незнание законов мироздания от ответственности никого не избавит. В песне «В гости к Богу» несмотря на краткость текстовой составляющей удалось передать нужный посыл к любви, добру и миру, а значит к человеческой духовности, нравственности, Богу. Одним песня покажется тревожной, другим — спокойной, глубокой, третьи сочтут ее поверхностной. Самое главное, что каждый найдет в ней что-то для себя. Всю жизнь мы задаем себе вопросы и ищем на них ответы, но по-настоящему серьезно задумываться о смысле жизни начинаем только в зрелом возрасте, пройдя через трудности, размышляя о собственной гармонии и об истинном счастье. Идея песни в том, что нужно принять жизнь не только в простоте и радости, но и во всей ее сложности и многогранности от Создателя, обратиться к любви и разуму и узреть  истины, прописанные в своём сердце» Лев Мищук.
- 2018г. на всех мировых музыкальных площадках выходит в свет второй студийный альбом «ХРАНИТЕЛЬ ВЕЧНОСТИ». Смонтирован песочный анимационный видеоклип на песню «Не умирай» и концертный клип «В гости к Богу». Группа выступает на фестивале УЛЕТАЙ (г.Ижевск). Творчество положительно отмечается журналистом и автором книг о русском роке Александром Кушниром и проект становится приглашённым гостем фестиваля ИНДЮШАТА (г.Москва). В этом же году выступает на фестивале ИЛЛЮМИНАТОР памяти рок-поэта Ильи Кормильцева (г.Москва), специально для фестиваля записывает в студии версию песни «Тутанхамон»;
- 2019г. – выходит сингл «Белая нить», группа выступает на новом фестивале в родном городе «РОК НАД ВЯТКОЙ»;
- 2020г. – выходят синглы «Свобода», «Наш Рок», «Богатство», «Храм любви»;
-2021г. - выходит третий полноформатный студийный альбом «ТАЙНЫ ИСТИННОГО БОГАТСТВА».
Лев Мищук. Предисловие к альбому: «Пришлось проделать не близкий путь в суете и над суетой дней к рождению этого альбома. Хотелось, чтоб в нём отозвалась вся музыка мира, как путешествие душ людей на Земле от юга до севера, от запада до востока. Он получился очень важным, зрелым и достойным продолжением моих философских и творческих идей, логичным продолжением альбома «Хранитель вечности», вышедшим в 2018 году. Тогда мы все даже не предполагали, с каким трудным испытанием вновь придётся столкнуться всему человечеству. Всё что не знают люди – ведомо небесам, и суждено ли нам узнать больше о творении Бога, его заветах, тайнах и чудесах? Незнание и неуважение законов мироздания от ответственности не освободит никого, и все мы в ответе за свою жизнь, собственный выбор и счастье. Порой очень сложно найти силы, чтобы изменять себя к лучшему и быть в ответе за настоящее и будущее, за себя, за мир, который мы наследовали от предков и который оставим после себя. Жажда наживы, материального изобилия, борьба за деньги и власть любыми средствами и способами, порождающие бесконечные терзания людей, войны, революции, болезни, злость и насилие в мире.  Подменные человеческие ценности современной цивилизации оказались тщетными, и эпоха вновь обращает внимание многих светлых умов к первозданным истинам научных и духовных познаний человечества.
Надежда, вера, любовь, мир, добро, свобода, право выбора, природа, здоровье, разум, душа..,  как много нам подарено Создателем и как мало мы открываем и развиваем это в себе, а следовательно, не замечаем этого вокруг. Всё также часто встречаются люди, которые жалуются на свою жизнь и даже погоду.. блуждая вдали от собственного духа, истинного смысла и благодарности..
Всё золото, любая мода и гламур меркнут во все времена перед истинным Богатством Человека!
Спасибо всем, кто помогал мне в создании этого альбома. Если эти песни коснутся ваших умов и душ, делитесь ими с родными и близкими, пусть эти тайны помогут найти ответы и дадут силы в трудные минуты жизни, как помогли мне. И пусть наша жизнь станет ещё чуточку разумнее и светлее и дай нам Бог суметь когда-нибудь научиться жить в любви и мире!».
-2022г. - пройдя отбор жюри под председательством Ольги Кормухиной проект становится финалистом нового российского фестиваля "REPBASAFEST" и принимает участие в отчётном концерте на сцене главного творческого пространства - ТАВРИДА.АРТ (г. Судак).
- 2023г. Выходит самый романтичный сингл проекта "Посвящение женщине". Неоднозначно воспринятый поклонниками и критиками. Однозначно экспериментальный звук, приближённый к эстрадному с максимальным использованием симфонических инструментов, что по мнению автора Льва Мищука придало особенную атмосферу композиции, сохраняя стилистику проекта и при этом расширив музыкальные рамки для всего проекта и точно передаёт смысловой посыл композиции.
- в апреле 2025г. выходит сингл "Море соблазнов".
- в августе 2025г. выходит сингл "Колесница". Пресс-релиз сингла: Колесница в мифологии — это астральный символ солнца, созвездия большой медведицы и других недосягаемых для человека небесных объектов. В философии и во всех религиях мира она олицетворяет высшие силы и превосходство законов мироздания, как божественных законов жизни на Земле, неотвратимость наказания и веры в победу добра над злом. Как вся музыкальная философия проекта эта песня заставляет заглянуть в глубину души человека и задастся вопросом о выборе своих поступков и действий между добром и злом, о причинах разрушающих конфликтов между людьми. О том, как просто в один миг близкий друг может стать врагом. Мы можем причинить боль близким порой не осознавая, что однажды, всё зло, что проявляется в отношении к другим, возвращается по законам мироздания. Музыкальное оформление, ритм-секция, ревущие тяжёлые гитары, низкий вокал, отражают тревогу реальности нашего времени. Приятного вам прослушивания, с верой в дорогу Добра и Любви!
«Одна религия», BERETTA ROCK
И через века мы не одни,
Небо над нами, Вера внутри.
И через века не погаснут огни,
Горящие светом чистой Любви..

Музыкальный проект принимал участие в таких фестивалях как: Rock-Line (2016, Пермь), Кинопесня (2016, Москва), Старый новый рок (2017, Екатеринбург), Мир без наркотиков (2017, Санкт-Петербург), Улетай (2018, Ижевск), Индюшата (2018, Москва), Иллюминатор (2018, Москва), ТАВРИДА.АРТ (2022, Судак). 
18 марта 2016 года на лейбле Бомба-Питер вышел первый студийный сингл группы «Бегущий через жизнь». В этом же году в свет вышел альбом с названием «BERETTA ROCK», в состав которого вошли 12 песен.
17 марта 2017 года был выпущен новый сингл «В гости к Богу». В этом же году был выпущен сингл «Время», а позже «Мир хранит красота».
В 2018 году был выпущен альбом «Хранитель вечности». В этом же году проектом был выпущен сингл «Войне и насилию нет!».[значимость факта?]
В марте 2019 года вышел сингл «Белая нить».[значимость факта?]
В 2020 году вышли синглы «Наш Рок», «Свобода», «Богатство», Храм Любви".
В 2021 году вышел альбом «Тайны истинного богатства».
В 2023 году выходит самый романтичный сингл "Посвящение женщине".
В апреле 2025 года вышел сингл "Море соблазнов".
В августе 2025 года вышел сингл "Колесница".

## Дискография

### Альбомы
| Оценки критиков | Оценки критиков |
| Источник        | Оценка          |
| --------------- | --------------- |
| InterMedia      | [ 2 ]           |

| Год  | Название                             | Подробнее                                                                   |
| ---- | ------------------------------------ | --------------------------------------------------------------------------- |
| 2016 | «Бегущий через жизнь» (сингл)        | - Выпущен: 18 марта 2016 - Формат: CD - Лейбл: Бомба Питер                  |
| 2016 | «BERETTA ROCK» (альбом)              | - Выпущен: 2016 - Формат: CD - Лейбл: Бомба Питер                           |
| 2017 | «В гости к Богу» (сингл)             | - Выпущен: 17 марта 2017 - Формат: цифровое скачивание - Лейбл: Бомба Питер |
| 2017 | «Время» (сингл)                      | Выпущен: 2017 Лейбл: Бомба Питер                                            |
| 2018 | «Мир хранит красота» (сингл)         | - Выпущен: 2018 - Формат: цифровое скачивание - Лейбл: Бомба Питер          |
| 2018 | «Хранитель вечности» (альбом)        | - Выпущен: 2018 - Формат: CD, цифровое скачивание - Лейбл: Бомба Питер      |
| 2018 | «Войне и насилию нет» (сингл)        | Выпущен: 2018 Лейбл: Бомба Питер                                            |
| 2019 | «Белая нить» (сингл)                 | Выпущен: 2019 Лейбл: Бомба Питер                                            |
| 2020 | «Свобода» (сингл)                    | Выпущен: 2020 Лейбл: Бомба Питер                                            |
| 2020 | «Наш рок» (сингл)                    | Выпущен: 2020 Лейбл: Бомба Питер                                            |
| 2020 | «Богатство» (сингл)                  | Выпущен: 2020 Лейбл: Бомба Питер                                            |
| 2020 | «Храм любви» (сингл)                 | Выпущен: 2020 Лейбл: Бомба Питер                                            |
| 2021 | «Тайны истинного Богатства» (альбом) | Выпущен: 2021 Лейбл: Бомба Питер                                            |
| 2023 | «Посвящение Женщине» (сингл)         | Выпущен: 2023 Лейбл: Бомба Питер                                            |
| 2025 | "Море соблазнов"                     | Выпущен: 2025 Лейбл: Балт Мьюзик                                            |
| 2025 | "Колесница"                          | Выпущен: 2025 Лейб: Балт Мьюзик                                             |